# Mosselslurpertje
Het mosselslurpertje (Brachystomia scalaris) is kleine, parasiterende zeeslakkensoort uit de familie Pyramidellidae. De wetenschappelijke naam van de soort werd in 1843 als Odostomia scalaris voor het eerst geldig gepubliceerd door MacGillivray.

## Kenmerken

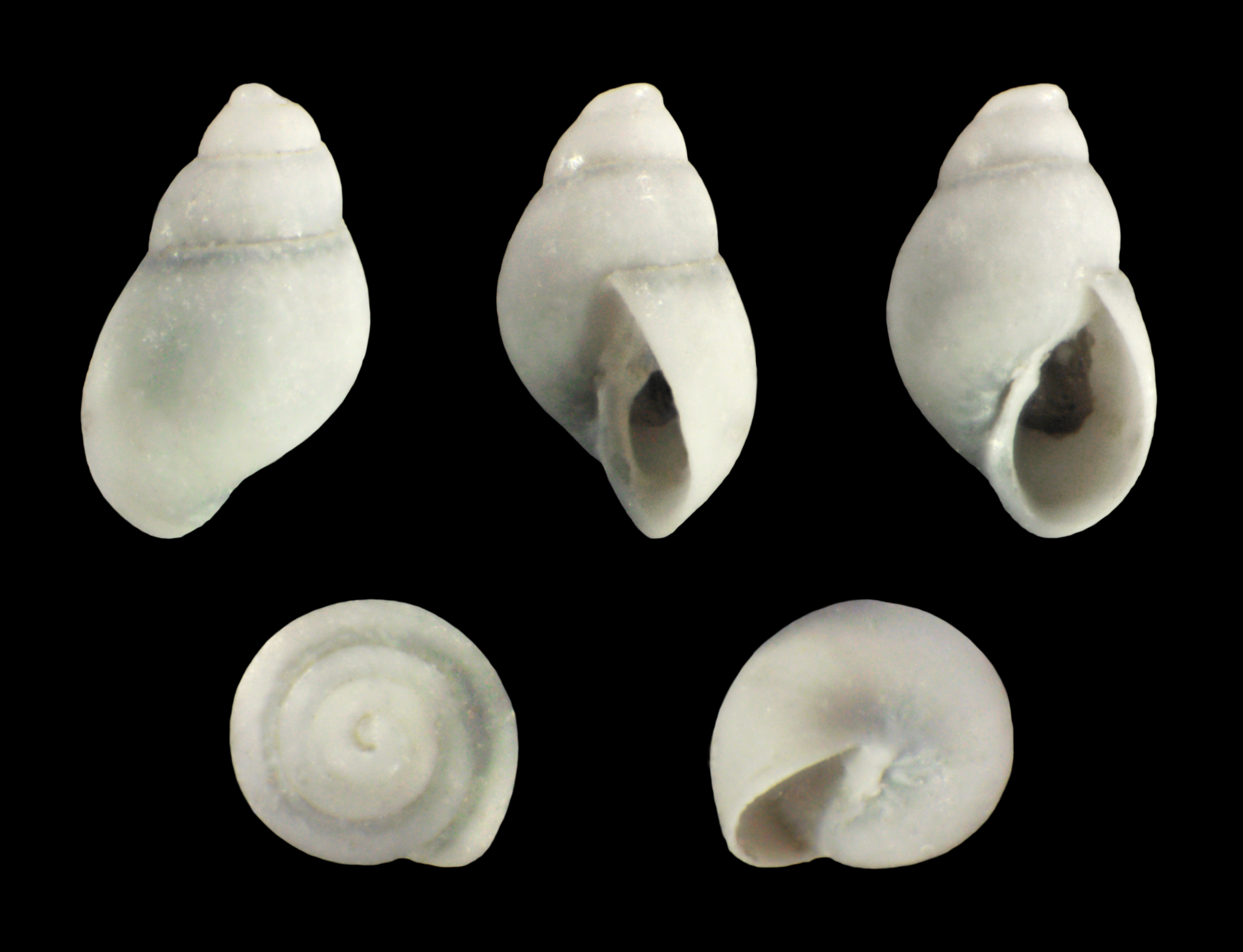
var. nitida

Het mosselslupertje is een klein wit slakje met een kegelvormig rechtsgewonden horentje met een korte, dikke apex. Het volwassen diertje wordt tot 4,4 mm groot en heeft dan vijf windingen en een protoconch. De mondopening is scheef ovaal, afgerond aan de onderkant en aan de bovenkant spits toelopend. De mondrand is niet verdikt. De collumella bevat een duidelijke tand. Het schelpoppervlak is glad, heeft geen opvallende sculptuur.

## Ecologie
Het mosselslurpertje leeft vooral ectoparasitair op mosselen. In tegenstelling tot veel andere Odostomia soorten is O. scalaris niet strikt gastheerspecifiek, alhoewel de gewone mossel (Mytilus edulis) de geprefereerde gastheersoort is, waarbij de slakjes zich meestal ophouden tussen de byssusdraden. Door een lange zuigslurf voeden ze zich met de lichaamssappen van hun gastheer. Deze zuigslurf (proboscis) kan erg ver worden uitgestrekt, tot meer dan de eigen schelplengte. Als verdere gastheren zijn onder andere nog bekend: scheefhoren, wulk, kokkel, brakwaterkokkel, ruwe alikruik en het wadslakje. 
De dieren zijn hermafrodiet. Ei-afzetting vindt plaats tussen mei en augustus. Er is geen planktonisch larvenstadium. De dieren zouden, in ieder geval in Nederland, slecht bestand zijn tegen lage temperaturen. Leeftijd: hoogstens een jaar. O. scalaris is vrij algemeen in de Noordzee.